# Strathocles funebris
Strathocles funebris là một loài bướm đêm trong họ Noctuidae.